# Dmitrij Danilenko
Dmitrij Ivanovitj Danilenko (ryska: Дмитрий Иванович Даниленко), född 29 maj 1995, är en rysk fäktare som tävlar i sabel.

## Karriär
Vid sommaruniversiaden 2015 i Gwangju tog Danilenko silver i sabel efter en finalförlust mot sydkoreanske Song Jun-hun. Vid VM 2016 i Rio de Janeiro tog han guld tillsammans med Kamil Ibragimov, Nikolaj Kovaljov och Aleksej Jakimenko i lagtävlingen i sabel. Vid EM 2016 i Toruń tog de återigen guld i lagtävlingen i sabel. Vid EM 2017 i Tbilisi tog Danilenko sitt andra EM-guld tillsammans med Kamil Ibragimov, Aleksej Jakimenko och Vladislav Pozdnjakov i lagtävlingen i sabel. Vid EM 2018 i Novi Sad tog han brons i sabel.
Vid olympiska sommarspelen 2020 i Tokyo, som arrangerades 2021, slutade Danilenko på sjunde plats tillsammans med Kamil Ibragimov, Konstantin Lochanov och Veniamin Resjetnikov i lagtävlingen i sabel. Vid EM 2025 i Genua tog han brons tillsammans med Pavel Graudyn, Anatolij Kostenko och Kirill Tiuljukov i lagtävlingen i sabel efter att ha besegrat Frankrike i bronsmatchen.